# Al-Dżamm
Al-Dżamm (arab. الجم, fr. El Jem) – miasto we wschodniej Tunezji, w Sahelu Tunezyjskim, w gubernatorstwie (wilajecie) Al-Mahdija.
W 2014 roku liczyło około 21 tys. mieszkańców.
Miasto założone na ruinach rzymskiego Thysdrus w pobliżu dawnego miasta punickiego. W 689 było ono ośrodkiem antyarabskiego powstania Berberów.

## Amfiteatr
Amfiteatr zbudowany w latach 230-238 n.e., a jego pomysłodawcą najprawdopodobniej był cesarz Gordian I. Jest on najbardziej spektakularną rzymską budowlą w Afryce Północnej. Zachował się w lepszym stanie niż rzymskie Koloseum i jest trzecim co do wielkości amfiteatrem na świecie.
W Al-Dżamm znajdują się także ruiny mniejszego amfiteatru, wille rzymskie oraz muzeum z bogatą kolekcją mozaik.

## Galeria

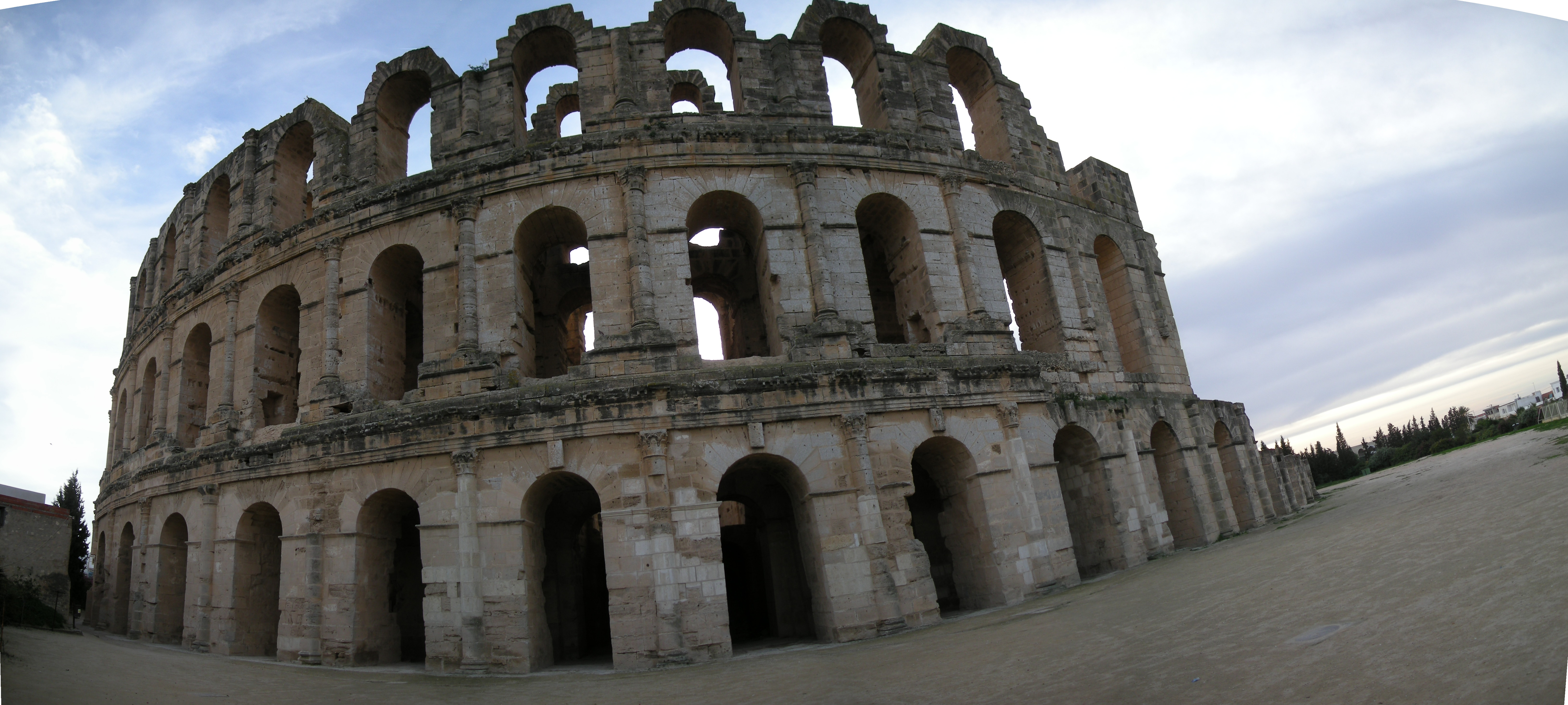
Al-Dżamm - ruiny amfiteatru, widok z zewnątrz
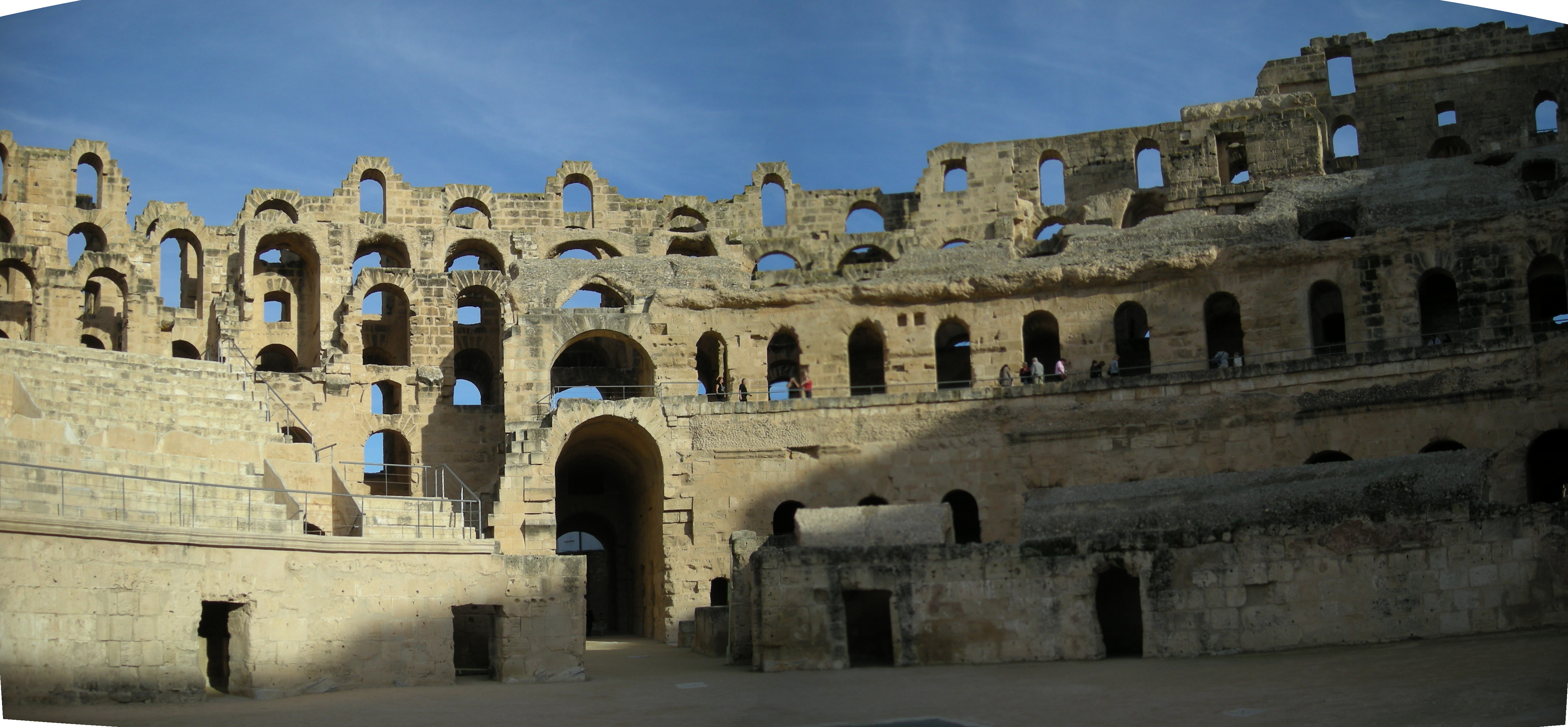
Al-Dżamm - ruiny amfiteatru, widok z wewnątrz